# Lampropholis delicata
Lampropholis delicata là một loài thằn lằn trong họ Scincidae. Loài này được De Vis mô tả khoa học đầu tiên năm 1888.

## Hình ảnh

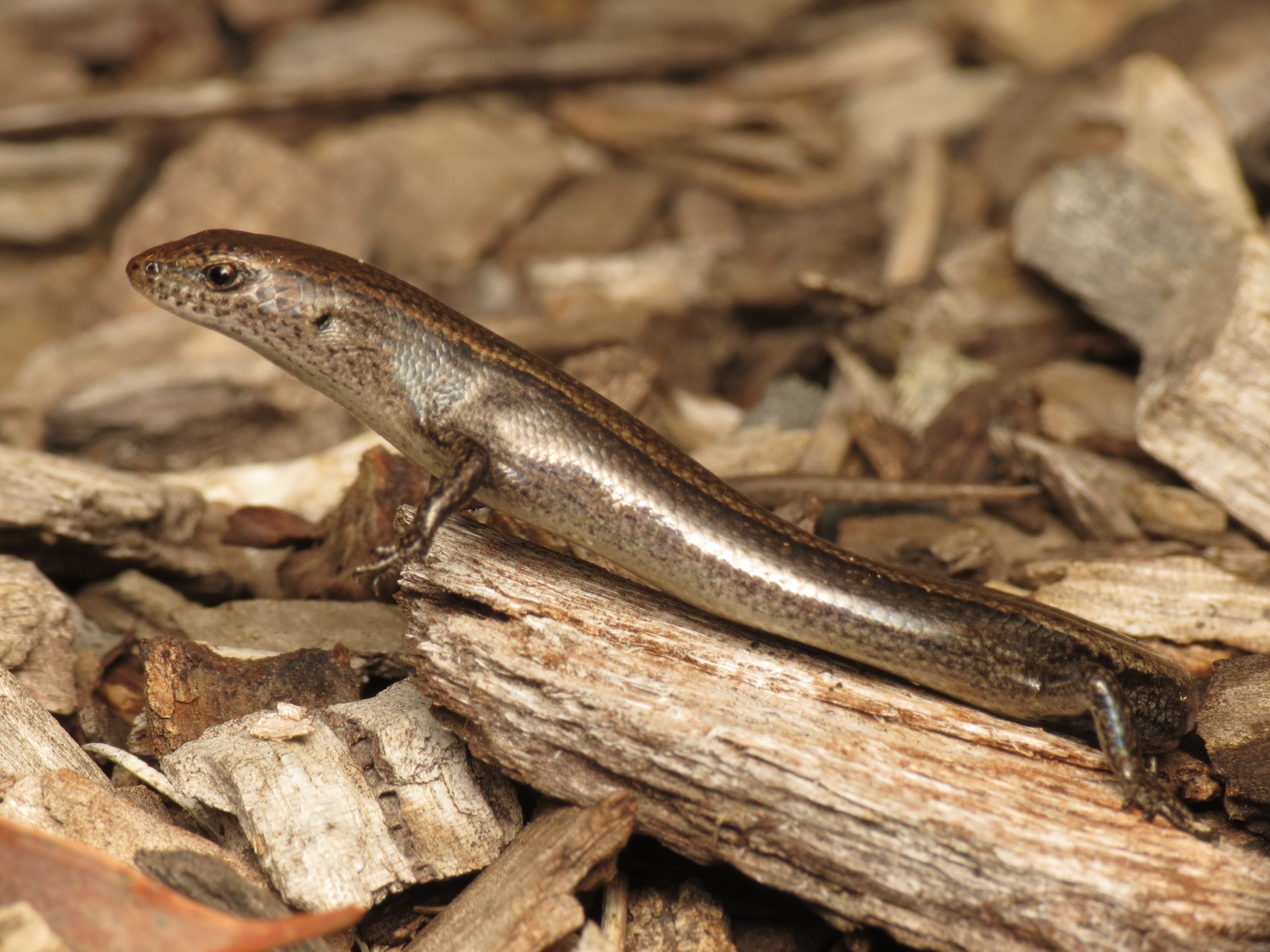
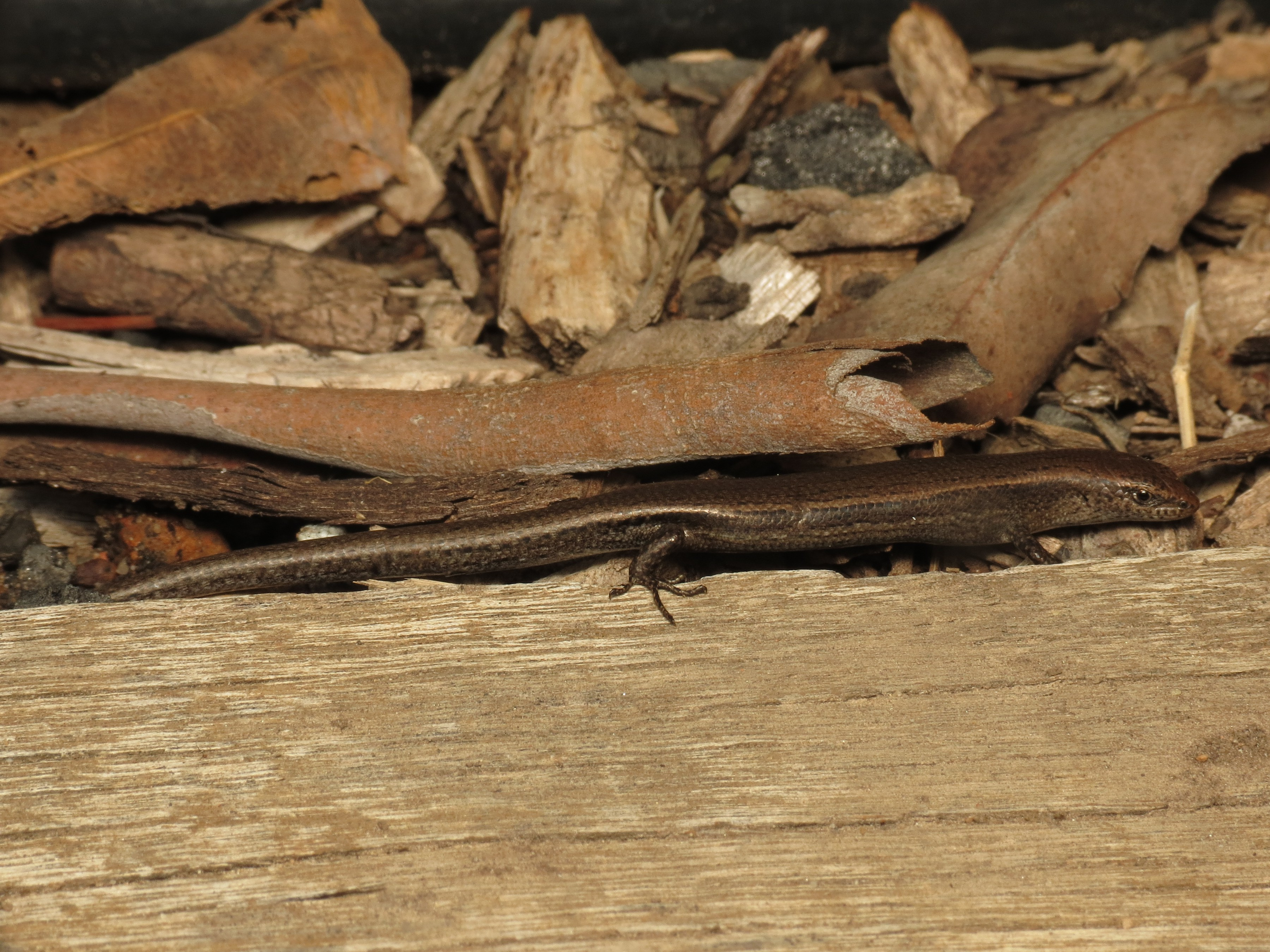
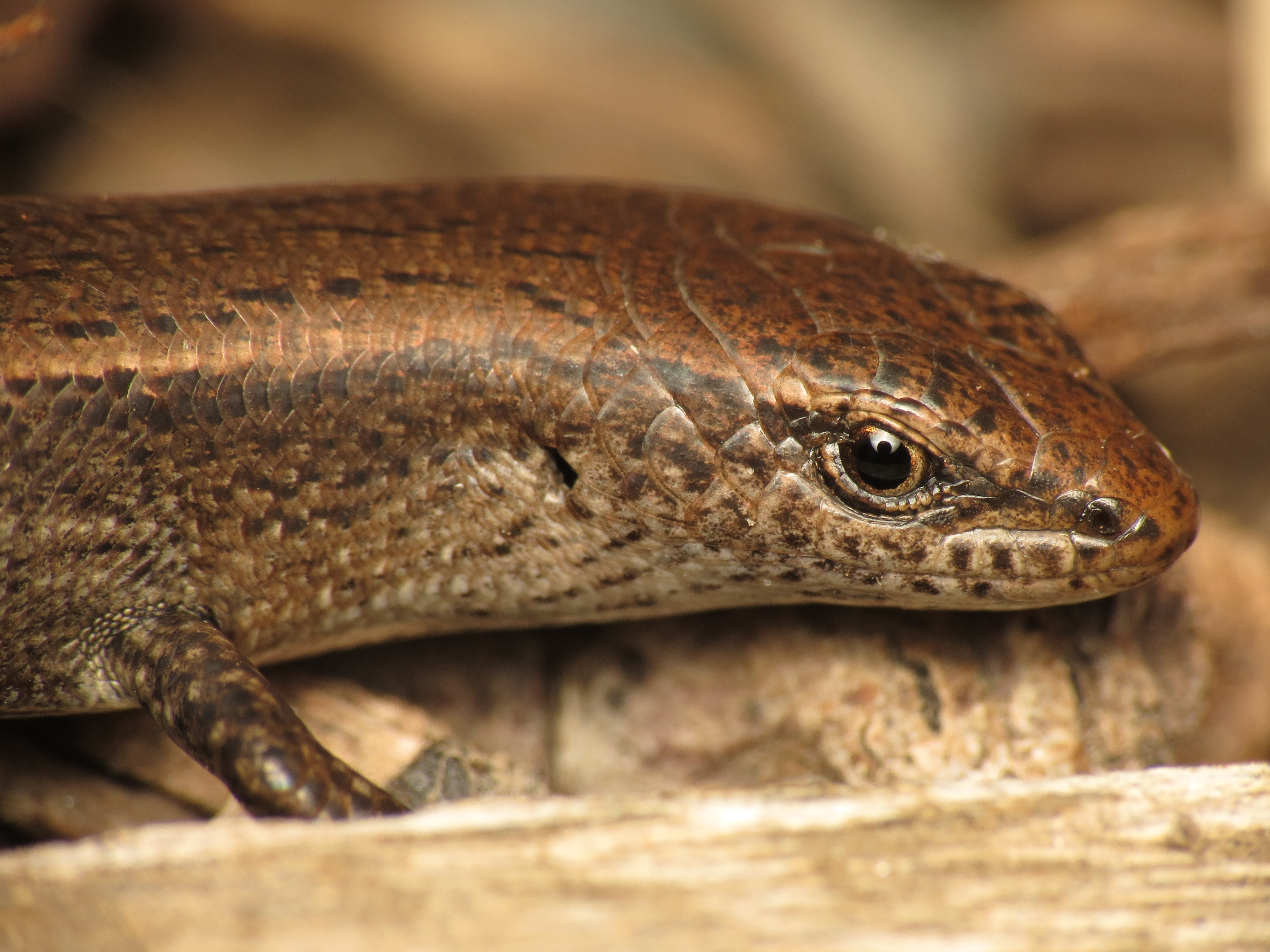
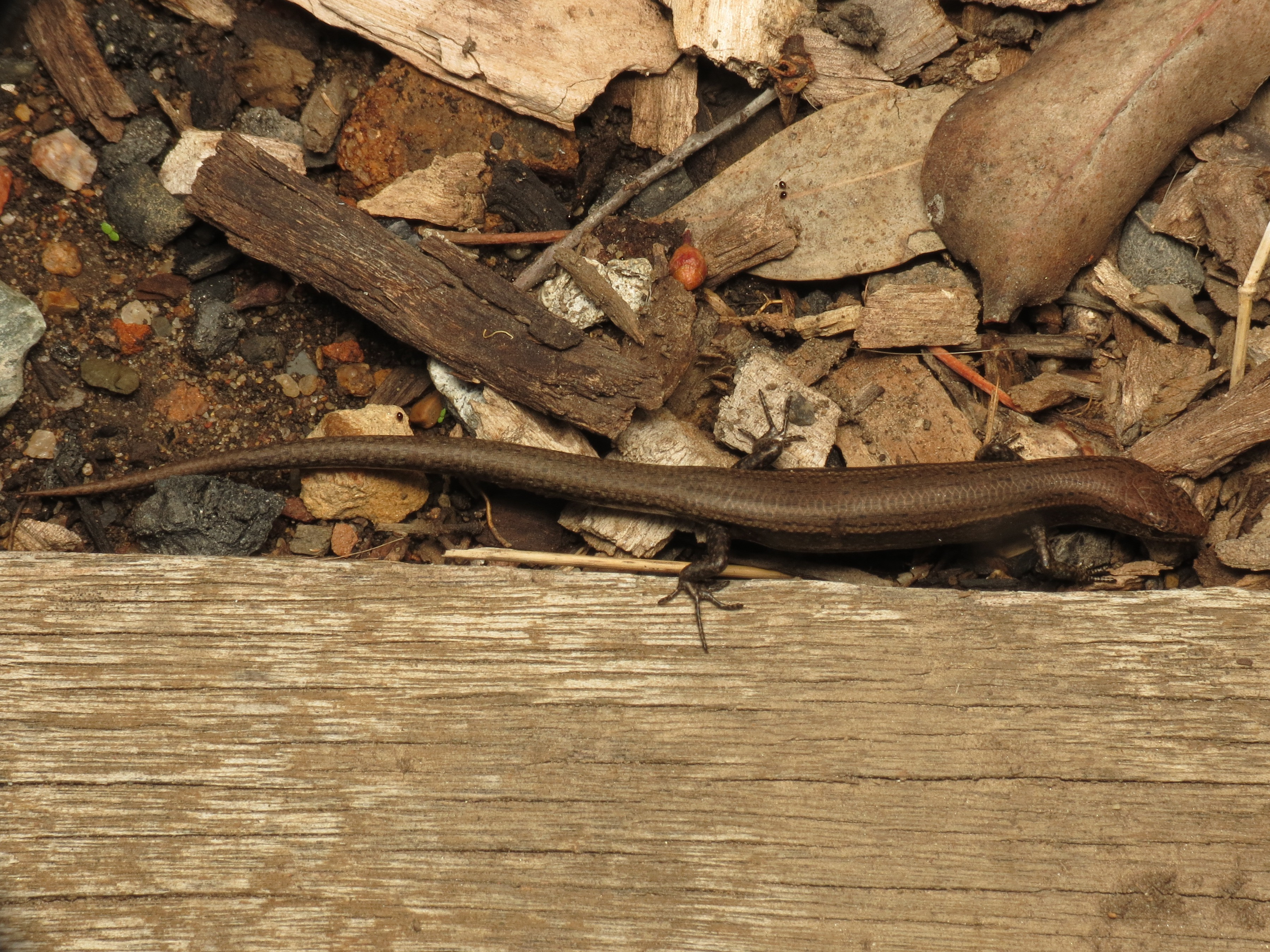